# Santuario Nacional de Santa Isabel Ana Seton
El Santuario Nacional de Santa Isabel Ana Seton (en inglés: National Shrine of St. Elizabeth Ann Seton) 
es un sitio religioso de Estados Unidos y un centro educativo en Emmitsburg, Maryland, que rinde homenaje a la vida y la misión de Elizabeth Ann Seton (28 de agosto de 1774 - 4 de enero de 1821) , la primera ciudadana nativa de los Estados Unidos en ser canonizada por la Iglesia católica. Es a la vez una basílica menor y un santuario nacional.
Nacida de una familia anglicana prominente en la ciudad de Nueva York , Elizabeth Ann Bayley Seton se convirtió a la fe católica en la iglesia de San Pedro , de la calle Barclay en el bajo Manhattan , 14 de marzo de 1805. Por invitación del Rev. Louis William Dubourg. La Madre Seton llegó a Maryland en 1808 y abrió una escuela al lado de la capilla del Seminario de Santa María en Baltimore.
Una casa de piedra y el cementerio se han incorporado a los terrenos de la capilla, que también incluye una basílica, un museo, la capilla mortuoria donde los restos de la Madre Seton una vez fueron sepultados y un centro de visitantes. El santuario es parte de la Arquidiócesis de Baltimore y es un destino para muchos católicos que van en peregrinación religiosa.